# Darnózseli
Darnózseli is een plaats (község) en gemeente in het Hongaarse comitaat Győr-Moson-Sopron. Darnózseli telt 1603 inwoners (2001).